# Schoenoxiphium basutorum
Schoenoxiphium basutorum är en halvgräsart som beskrevs av William Bertram Turrill. Schoenoxiphium basutorum ingår i släktet Schoenoxiphium och familjen halvgräs. Inga underarter finns listade i Catalogue of Life.